# Automatic Camera Effects System
Automatic Camera Effects System (kurz A.C.E.S.) war ein Spezialeffekt-Kamera-System, das von der Firma Disney im Jahre 1979 für den Science-Fiction Film Das schwarze Loch entwickelt wurde.

## Hintergrund
Für die Spezialeffekte des Films sollte das von der Firma Industrial Light & Magic (ILM) entwickelte erste computerkontrollierte Kamerasystem Dykstraflex verwendet werden. Die Bedingungen waren aber inakzeptabel, sodass Disney ein eigenes System entwickelte, das dem ILM-System technisch überlegen war, da mit A.C.E.S. vor Matte Paintings mit beweglicher Kamera gearbeitet werden konnte. Somit war es möglich, zwischen dem Matte Painting und der Kamera zusätzlich ein Modell zu positionieren und die Kamera vor dem Modell und dem Matte-Bild zu bewegen, was einen räumlichen Effekt erzeugte. Damit gehört das System zur Motion-Control-Fotografie.
Das System wurde von Peter Ellenshaw von den Disney Studios entwickelt. Dabei arbeitete er mit Eustace Lycett, Art Cruickshank und Don Iwerks zusammen.